# Luigi Novelli
Luigi Novelli (12 febbraio 1953 – Roma, 2 aprile 2020) è stato un brigatista italiano.

## Biografia
Terrorista, membro della colonna romana delle Brigate Rosse, sposò il 27 febbraio 1977 la brigatista Marina Petrella.
Fu arrestato insieme alla moglie il 4 gennaio 1979 e poi rilasciato per decorrenza dei termini di carcerazione preventiva, con obbligo di residenza nel comune di Montereale, in provincia dell'Aquila, insieme alla moglie ed al cognato Stefano Petrella. Il 12 agosto 1980 i tre fuggirono, entrando in clandestinità.
Fu nuovamente arrestato con Marina Petrella il 7 dicembre 1982 a Roma, dopo un conflitto a fuoco con i carabinieri su un autobus. Fu condannato all'ergastolo nel processo Moro-ter, in quanto coinvolto nel rapimento di Aldo Moro (sentenza depositata il 12 ottobre 1988), confermata il 10 maggio 1993 dalla prima sezione penale della Corte di cassazione).